# Niezwyciężony Iron Man
Niezwyciężony Iron Man (ang. The Invincible Iron Man) – amerykański film animowany w reżyserii Patricka Archibalda i Jaya Olivy, opowiadający kolejne przygody Iron Mana. Jest to trzeci film serii Marvel Animated Features.

## Obsada
- Marc Worden – Tony Stark / Iron Man
- Gwendoline Yeo – Li Mei
- Fred Tatasciore – Mandaryn
- Rodney Saulsberry – James 'Rhodey' Rhodes
- Elisa Gabrielli – Virginia 'Pepper' Pots
- John McCook – Howard Stark